# Todireni
Todireni est une commune roumaine située dans le județ de Botoșani.